# Era Istrefi
Era Istrefi (/ˈɛrɑː ɪˈstrɛfi/; em albanês: [ˈɛɾa isˈtɾɛfi]; nascida em 4 de julho de 1994) é uma cantora e compositora kosovar-albanesa. Nascida e criada em Pristina, Istrefi alcançou um reconhecimento internacional significativo com o single "BonBon", que obteve sucesso comercial em todo o mundo e recebeu várias certificações. Mais tarde, ela assinou contrato com as gravadoras americanas Sony Music e Ultra Music em fevereiro de 2016. Em 2018, Istrefi cantou a música oficial da Copa do Mundo FIFA 2018, ao lado de Nicky Jam e Will Smith, na cerimônia de encerramento da grande final em Moscou. Sua discografia inclui obras em albanês e inglês, entre outras "Shumë Pis", "Redrum", "Nuk E Di" e "Live It Up". Istrefi recebeu vários prêmios e indicações, incluindo o European Border Breakers Award e o Top Music Award.

## Vida e carreira

### 1994–2014: Início da vida e sucesso no mundo de língua albanesa
Era Istrefi nasceu em 4 de julho de 1994 em uma família etnicamente albanesa na cidade de Pristina, então parte da RF da Iugoslávia, atual Kosovo. Seu pai Nezir Istrefi, jornalista, morreu em 2004. A mãe de Istrefi, Suzana Istrefi (nascida Tahirsylaj), musicista ativa entre as décadas de 1980 e 1990, deu uma pausa na carreira após a morte do marido. Sua irmã mais velha, Nora Istrefi, também é cantora.
Em 2013, Istrefi fez sua estreia no mundo de língua albanesa com o single "Mani Për Money", eventualmente lançando liberando cantado em albanês padrão com frases em inglês. Alguns meses depois, ela lançou uma gravação de acompanhamento, "A Po Don", que foi promovida com um videoclipe; também obteve reconhecimento. Seu terceiro single "E Dehun" foi filmado em uma igreja ortodoxa profanada. Após seu lançamento, "E Dehun" garantiu a Istrefi três prêmios Videofest, incluindo um para "Melhor Artista Revelação". Em dezembro de 2014, a cantora disponibilizou para consumo a balada pop "13", que foi produzida nos Estados Unidos. Seu videoclipe foi visto quase 200.000 vezes em 24 horas no YouTube, o que mais tarde resultou em destaque na V Magazine. Ela recebeu a cidadania albanesa em 2016.

### 2015–presente: avanço internacional
Istrefi obteve sua primeira experiência internacional com o lançamento de seu single "BonBon", que foi lançado em 30 de dezembro de 2015 junto com o videoclipe filmado em Brezovica, Kosovo. A música se tornou um sucesso imediato, tornando-se viral nas redes sociais. Além disso, a cantora começou a ganhar apoio da atriz americana Chloë Grace Moretz, e várias publicações se referiam a ela como a "Rihanna e Sia de Kosovo". Em fevereiro de 2016, Istrefi assinou com as gravadoras americanas Sony Music Entertainment e Ultra Music. Foi relatado que Istrefi gravará seu próximo álbum de estúdio de estreia em colaboração com a RCA Records. Em junho de 2016, uma versão em inglês de "BonBon" foi lançada.
Em 24 de fevereiro de 2017, Istrefi lançou um novo single, intitulado "Redrum", que conta com a participação do produtor Felix Snow. Poucos meses depois, em 29 de setembro, Istrefi lançou outro novo single, intitulado "No I Love Yous", que é em colaboração com o rapper marroquino-americano French Montana.
Ela começou 2018 com um novo single "Origami" com a participação do DJ sul-africano Maphorisa. Em 21 de maio, foi anunciado que Istrefi se juntaria ao ator e rapper americano Will Smith e ao cantor americano Nicky Jam para lançar a música oficial da Copa do Mundo da FIFA em 25 de maio. Ela cantou a música, intitulada "Live It Up", ao lado de Smith e Jam em 15 de julho na cerimônia de encerramento da final da Copa do Mundo. Durante o resto do verão, ela lançou mais dois singles, intitulados "Prisoner" e "Oh God", este último com o artista jamaicano Konshens. Ela participou do álbum Neon Future III de Steve Aoki e do álbum Blue de Jonas Blue, ambos lançados em 19 de novembro.
Em 2019, Istrefi colaborou com a dupla belga Dimitri Vegas & Like Mike em seu single de acompanhamento "Selfish", que liderou a parada Billboard Dance Club Airplay. Dois meses depois, ela trabalhou com sua irmã e cantora albanesa Nora Istrefi no single "Nuk E Di", que marcou a primeira vez que ambas as artistas colaboraram musicalmente em uma gravação. No mesmo ano, ela lançou "Sayonara детка" com o rapper russo Элджей e participou do single "Let's Get Married" da dupla holandesa Yellow Claw ao lado do rapper americano Offset.
Em 2020, Istrefi se juntou ao DJ turco Ilkay Sencan e cantor iraniano Arash no single "No Maybes". Em 1º de abril de 2022, Istrefi faz seu tão esperado retorno com o lançamento do seu single "Bebe". No mês seguinte, ela lança "Tkrkt". Nesse mesmo ano, ela lançou "Hala" com o rapper kosovo-albanês Don Xhoni, "5Am" com o rapper kosovo-albanês Buta e "Idiot".

## Arte

### Estilo musical
Istrefi caracteriza sua própria música como multigênero combinando dancehall com hip hop, pop e eletrônica. Sua música também incorpora EDM, reggae, techno e alternativo. Diversos observadores compararam seu estilo musical e aparência ao de Rihanna e Sia.

### Influências
Era Istrefi tem influência dos diferentes gêneros de música que descobriu quando era jovem e afirmou que o reggae e a música jamaicana foram o principal tipo de música que ela se apaixonou quando tinha dezesseis anos. Ela nomeou Rihanna e Lana Del Rey como seus ídolos e maiores influências musicais. O músico albanês kosovar Nexhmije Pagarusha do final do século XX também inspirou a cantora. Istrefi também elogiou Rihanna por ter conseguido se reinventar constantemente com sucesso ao longo de sua carreira.

## Controvérsias

### Vídeo da música "E Dehun"
Istrefi recebeu críticas da Igreja Ortodoxa Sérvia após o lançamento do videoclipe de seu terceiro single "E Dehun". O vídeo mostrava uma mulher seminua dançando ao redor da Igreja de Cristo Salvador em Pristina. A Igreja Ortodoxa Sérvia chamou suas ações de "demoníacas" e "blasfemas". O diretor do vídeo, Astrit Ismaili, respondeu afirmando que eles não pretendiam ofender os sérvios e que ele tinha permissão para filmar o vídeo na entrada da igreja.

### Letra de "Bom Bon"
Quando sua maior música até hoje, “BonBon”, foi lançada originalmente pelo NESËR, as letras continham o insulto étnico negro. À medida que a popularidade da música aumentou internacionalmente, o público começou a notar o uso do termo, o que causou críticas. Depois que o vídeo foi reenviado para o canal do YouTube da Ultra Music, a palavra foi cortada.

Istrefi depois se desculpou nas redes sociais por usar a palavra:
Minhas desculpas pela ignorância em usar a palavra N. #semracismo #nóssomosum 🌏 No Kosovo não há negros, então nos chamamos assim em termos de "mano". É por isso que devemos sempre pensar GRANDE.

## Prêmios e indicações
| Prêmios e indicações | Prêmios e indicações          | Prêmios e indicações              | Prêmios e indicações            | Prêmios e indicações |
| Ano                  | Evento                        | Categoria                         | Recipiente                      | Resultado            |
| -------------------- | ----------------------------- | --------------------------------- | ------------------------------- | -------------------- |
| 2014                 | VideoFest Awards              | Melhor Performance                | "E dehun"                       | Venceu               |
| 2014                 | VideoFest Awards              | Melhor Estilo                     | "E dehun"                       | Venceu               |
| 2014                 | VideoFest Awards              | Melhor Artista Feminina           | "E dehun"                       | Indicado             |
| 2014                 | VideoFest Awards              | Artista Revelação                 | "Mani për money"                | Venceu               |
| 2014                 | Zhurma Show Awards            | Artista Revelação                 | "E dehun"                       | Indicado             |
| 2015                 | Zhurma Show Awards            | Melhor Colaboração                | "Shumë pis"                     | Indicado             |
| 2015                 | Zhurma Show Awards            | Prêmio da Internet                | "Shumë pis"                     | Venceu               |
| 2015                 | Zhurma Show Awards            | Melhor Canção                     | "Shumë pis"                     | Indicado             |
| 2016                 | Top Music Awards              | Colaboração do Ano                | "Shumë pis"                     | Venceu               |
| 2016                 | Top Music Awards              | Canção do Ano                     | "Shumë pis"                     | Indicado             |
| 2016                 | Top Music Awards              | Canção do Ano                     | "BonBon"                        | Venceu               |
| 2016                 | Top Music Awards              | Artista Feminina do Ano           | "Ela mesma"                     | Venceu               |
| 2016                 | Top Music Awards              | Artista de Vanguarda              | "Ela mesma"                     | Indicado             |
| 2016                 | Kult Awards                   | Canção do Ano                     | "BonBon"                        | Indicado             |
| 2016                 | Big Apple Music Award         | Hit do Ano                        | "BonBon"                        | Indicado             |
| 2017                 | Eurosonic Noorderslag         | European Border Breakers Awards   | "Ela mesma"                     | Venceu               |
| 2017                 | Eurosonic Noorderslag         | Public Choice Award               | "Ela mesma"                     | Indicado             |
| 2018                 | Bama Music Awards             | Melhor Ato Albanês-Kosovar        | "Ela mesma"                     | Pendente             |
| 2018                 | BreakTudo Awards              | Melhor Artista Internacional Novo | "Ela mesma"                     | Indicado             |
| 2019                 | Russian National Music Awards | Melhor Projeto de Hip-Hop do Ano  | para "Элджей feat. Era Istrefi" | Indicado             |